# Municipio Carirubana
Carirubana es uno de los 25 municipios que integran el estado Falcón, en Venezuela. Está ubicado al sur de la península de Paraguaná con una superficie de 684 km² y una población de 287.558 habitantes (censo 2011). Su capital es la ciudad de Punto Fijo.

## Historia
Fue creado por decisión de la Asamblea Legislativa del estado el 12 de diciembre de 1969, bajo la denominación de Distrito Carirubana, producto del desmembramiento territorial del entonces Distrito Falcón. Esta acción respondió a la necesidad de dar autonomía administrativa a una zona con creciente desarrollo poblacional e industrial.
Uno de los primeros medios impresos de la localidad fue el periódico El Timón, considerado el primer diario del municipio. Este medio fue fundado por la Unión de Marinos Petroleros y Mercantes de Venezuela y dirigido por el maestro Luis Alberto Méndez. Su producción se realizaba mediante un multígrafo, tecnología rudimentaria para impresión, y el contenido del diario se destacaba por su postura crítica frente al gobierno de turno, convirtiéndose en un espacio de expresión para sectores obreros y gremiales.

## Gastronomía
Sus comidas típicas se basan en la elaboración de la carne de chivo: guisado, asado, al talkarí, arepa pelada, suero nata, queso de cabra, pescado frito, mariscos, dulce de leche de cabra, paledonia, macarrones, debudeque, además de deliciosas bebidas como el guarapo de cují y el papelón con limón.

## Parroquias
- Parroquia Norte
- Parroquia Carirubana
- Parroquia Santa Ana
- Parroquia Urbana Punta Cardón

## Política y gobierno

### Alcaldes
| Período     | Alcalde              | Partido político / Alianza | % de votos | Notas |
| ----------- | -------------------- | -------------------------- | ---------- | --- |
| 1989 - 1992 | Raúl González Castro | MAS/Copei                  | 51,56      | Primer alcalde bajo elecciones directas                                                                                |
| 1992 - 1995 | Rolando Juvenal Mora | Copei                      | 38,20      | Segundo alcalde bajo elecciones directas                                                                               |
| 1995 - 2000 | Rolando Juvenal Mora | Copei                      | -          | Reelecto (se realizaron elecciones generales adelantadas en el 2000 debido a la aprobación de la Constitución de 1999) |
| 2000 - 2003 | Luis Marcano Rubio   | MVR                        | 45,08      | Tercer alcalde bajo elecciones directas                                                                                |
| 2003 - 2004 | Carlos Tremont       | MVR                        | -          | Alcalde encargado tras la separación del cargo de Luis Marcano Rubio.                                                  |
| 2004 - 2008 | Alcides Goitia       | MVR                        | 47,69      | Cuarto alcalde bajo elecciones directas                                                                                |
| 2008 - 2013 | Alcides Goitia       | PSUV                       | 65,25      | Reelecto (se postergan 1 año las elecciones municipales pautadas para finales del 2012)                                |
| 2013 - 2017 | Alcides Goitia       | PSUV                       | 63,43      | Reelecto |
| 2017 - 2021 | Alcides Goitia       | PSUV                       | 69,16      | Reelecto |
| 2021 - 2024 | Abel Petit           | PSUV                       | 49,63      | Quinto alcalde bajo elecciones directas                                                                                |
| 2024 - 2025 | Luis Piña            | PSUV                       | -          | Alcalde encargado tras la renuncia de Abel Petit                                                                       |
| 2025 - 2029 | Luis Piña            | PSUV                       | 87,82      | Sexto alcalde bajo elecciones directas                                                                                 |

### Concejo municipal
Período 1989 - 1992
| Concejales:            | Partido político / Alianza |
| ---------------------- | -------------------------- |
| Enna Calles            | AD                         |
| Emil Petit             | AD                         |
| Rossiel Romero         | AD                         |
| Elia de Guadarrama     | AD                         |
| Israel Arias           | COPEI                      |
| Rolando Juvenal Mora   | COPEI                      |
| Yoel Rojas             | COPEI                      |
| Mireya Arias Weffer    | COPEI                      |
| Adolfo Martínez Guzmán | MAS                        |

Período 1992 - 1995
| Concejales:              | Partido político / Alianza |
| ------------------------ | -------------------------- |
| Domingo Mata             | COPEI                      |
| Argenis Chediac          | COPEI                      |
| Luis Navarro             | COPEI                      |
| Yoel Rojas               | COPEI                      |
| Jorge Luis Ruiz          | COPEI                      |
| Dalia Ortuñez de Escobar | COPEI                      |
| Emil Petit               | AD                         |
| Sixto Díaz Blanchart     | AD                         |
| Otilio Carrasquero       | MAS                        |

Período 1995 - 2000
| Concejales:              | Partido político / Alianza |
| ------------------------ | -------------------------- |
| Mireya Arias Weffer      | COPEI                      |
| Eleodoro Goitia          | COPEI                      |
| Hector Luis Vera         | COPEI                      |
| Dalia Ortuñez de Escobar | COPEI                      |
| Omer Hurtado León        | COPEI                      |
| Sixto Díaz Blanchard     | AD                         |
| Celestina Pacheco        | AD                         |
| Claudio Cortés           | M.D.R                      |
| Roben Oliva Blanchard    | CONVERGENCIA               |

Período 2013 - 2018
| Concejales       | Partido político / Alianza |
| ---------------- | -------------------------- |
| Jairo Morles     | PSUV                       |
| José Herrera     | TUPAMARO                   |
| Kile Baldayo     | PSUV                       |
| Ana Zavala       | PCV                        |
| Abel Petit       | PSUV                       |
| César Amaya      | PSUV                       |
| Elena Malvar     | PSUV                       |
| Leoncio González | PSUV                       |
| Jorge Luis Ruíz  | MUD                        |

Período 2018 - 2021
| Concejales        | Partido político / Alianza |
| ----------------- | -------------------------- |
| Elizabeth Padilla | PSUV                       |
| José Herrera      | PSUV                       |
| Marisol Terán     | PSUV                       |
| Jaime Barreto     | PSUV                       |
| Sabrina Leal      | PSUV                       |
| Jesús León        | PSUV                       |
| Leoncio González  | PSUV                       |
| José Naranjo      | PSUV                       |
| Mary Primera      | PSUV                       |

Periodo 2021 - 2025
| Concejales:      | Partido político / Alianza |
| ---------------- | -------------------------- |
| Wildredo Bocett  | PSUV                       |
| Osneida Mavo     | PSUV                       |
| Maria Perozo     | PSUV                       |
| Jhimmy Rodríguez | PSUV                       |
| Ydanys Salazar   | PSUV                       |
| Pedro Da Costa   | PSUV                       |
| Obrian Díaz      | PSUV                       |
| Sabrina Leal     | PSUV                       |
| Williams Bravo   | PSUV                       |
| Roraima Atacho   | MUD                        |
| Jorge Luis Ruíz  | MUD                        |

Periodo 2025 - 2029
| Concejales:               | Partido político / Alianza |
| ------------------------- | -------------------------- |
| Sabrina Leal Marín        | PSUV                       |
| Williams Bracho Colina    | PSUV                       |
| Pedro Ramirez Coello      | PSUV                       |
| Yonder Martes Goitia      | PSUV                       |
| Ediurvis Antequera Madrid | PSUV                       |
| Ydanys Salazar Ordóñez    | PSUV                       |
| Carlos Ocando Díaz        | PSUV                       |
| Angel González González   | PSUV                       |
| Lamennais Sánchez Sánchez | PSUV                       |
| Keyla Miranda Dávila      | PSUV                       |
| Xavier Blanchard Pérez    | PSUV                       |